# Pediocactus peeblesianus
Pediocactus peeblesianus (Croizat) L.D.Benson es una especie de planta fanerógama de la familia Cactaceae. 

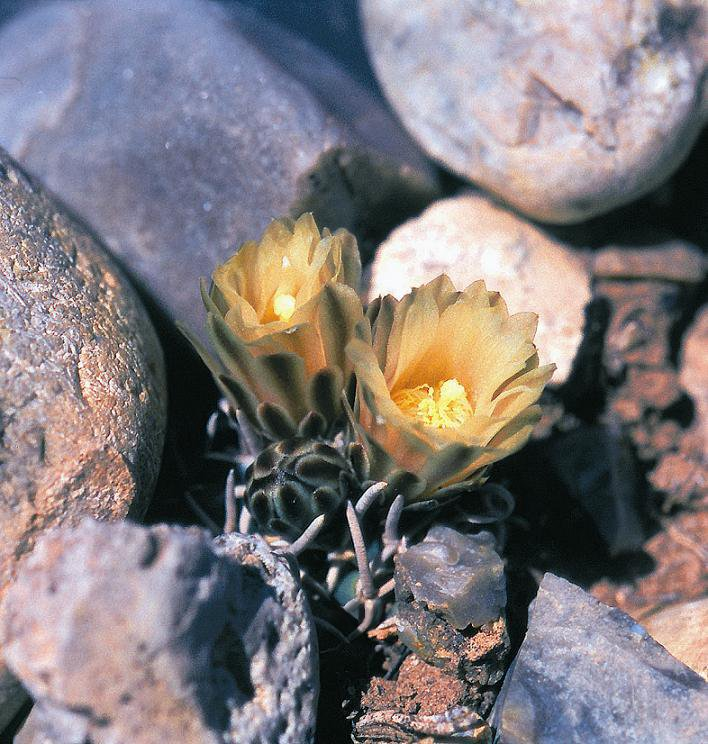
Vista de la planta

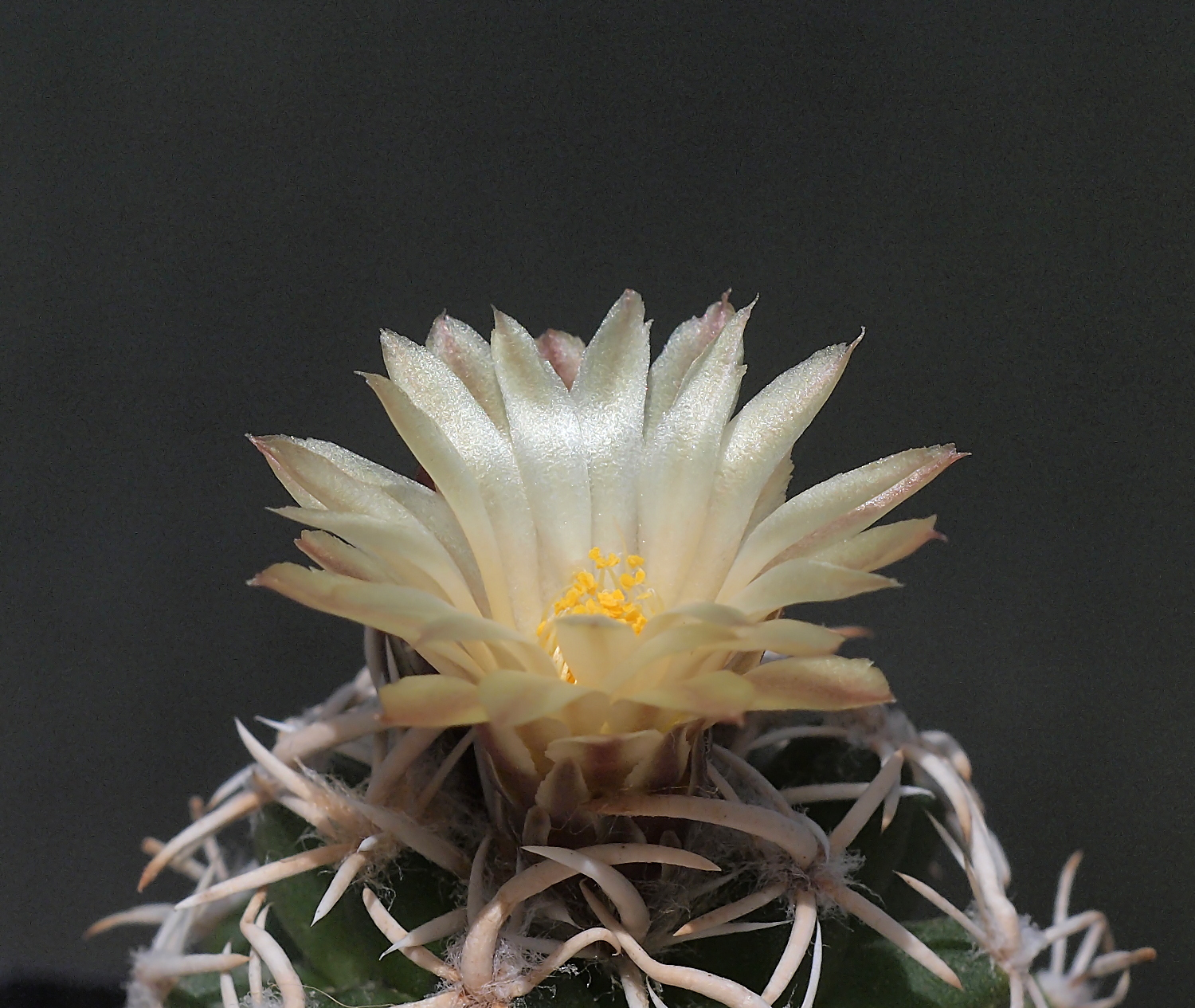
Flor

## Distribución
Es endémica de Estados Unidos en Arizona. Su hábitat natural son los áridos desiertos.  Es una especie rara en la vida silvestre. La especie se encuentra dentro del Parque nacional del Gran Cañón, entre otras Áreas protegidas. 

## Descripción
Es una planta esférica a oval, con el tallo de color verde-gris de 1,5 a 5 cm de largo y de 2 a 3,5 cm de diámetro. Las costillas son cilíndricas, de 2 a 6 mm de largo y de 2 a 6 mm de ancho. De los redondas areolas se derivan las características espinas centrales, rasgadas, blancas a grises, que también puede faltar. Los tres o cuatro (raramente 6), espinas radiales en forma de cruz del mismo color y la textura son de 2 a 10 mm de largo.
Las flores son en forma de embudo, irregulares con una longitud de 1 a 2,5 cm y alcanzan un diámetro de 2 cm. La flor es de color amarillo, crema o marrón y tienen un centro rayado marrón. Florece en abril a mayo. El fruto es de color verde esférico, en la madurez de color marrón rojizo con un diámetro de 6 mm y que contiene aproximadamente del 5 al 10 semillas de color marrón oscuro a negro.

## Taxonomía
Pediocactus peeblesianus fue descrita por (Croizat) L.D.Benson y publicado en Cactus and Succulent Journal 34(2): 58. 1962.
Etimología
Pediocactus: nombre genérico que deriva de las palabras griegas: "pedion" - lo que significa "llanura" - por las Grandes Llanuras de los Estados Unidos donde se encuentran las plantas.
peeblesianus: epíteto otorgado en honor del botánico Robert Hibbs Peebles.
Variedad aceptada
- Pediocactus peeblesianus subsp. fickeiseniae (Backeb. ex Hochstätter) Lüthy

Sinonimia
- Navajoa peeblesiana
- Toumeya peeblesiana
- Echinocactus peeblesianus
- Utahia peeblesiana
- Navajoa fickeisenii
- Toumeya fickeisenii
- Navajoa peeblesianus